# Peter V. Brett
Pour les articles homonymes, voir Brett.
Œuvres principales
- L'Homme-Rune

Peter V. Brett, né le 8 février 1973 à la Nouvelle-Rochelle dans l'État de New York, est un auteur américain spécialisé dans le genre de la fantasy.

## Biographie
Peter V. Brett lit de la fantasy depuis son enfance. Il apprécie également les comics et les jeux de rôle. 
Il étudie la littérature anglaise et l'histoire de l'art à l'université de Buffalo et obtient son diplôme en 1995. Il travaille ensuite durant plus de dix ans dans le domaine de la publication pharmaceutique. En juin 2007, la maison d'édition Del Rey Books accepte d'éditer son quatrième roman : L'Homme-Rune. En octobre 2007, le succès international du livre permet à Peter de démissionner de son travail et de se consacrer pleinement à l'écriture de romans. 
Il vit actuellement à Brooklyn avec sa femme Danielle, sa fille Cassandra et son chat Jinx.

## Influences
Le premier livre non scolaire que Peter a lu est Bilbo le Hobbit de J. R. R. Tolkien. Il dit d'ailleurs que : 

« Mes premières amours ont été pour J. R. R. Tolkien et Terry Brooks. Après avoir dévoré leurs livres, j'ai voulu lire plus de fantasy et je n'ai pas arrêté depuis [...] »

Terry Brooks, qui est présenté par les éditions Bragelonne comme le premier héritier de J. R. R. Tolkien, a déclaré après avoir lu L'Homme-Rune :

« J'ai absolument adoré : une écriture admirable, un concept brillant, de l'action et du suspense jusqu'au bout. »

## Œuvres

### UniversLe Cycle des démons

#### Le Cycle des démons
- 1. L'Homme-Rune[a 2], Milady, 2009 ((en) The Painted Man, 2008)  (ISBN 978-2811201791)Réédité en livre de poche par Milady en 2011 (ISBN 978-2811206253)[a 3].
- 2. La Lance du désert[a 4], Milady, 2010 ((en) The Desert Spear, 2010)  (ISBN 978-2811204204)Réédité en livre de poche par Milady en 2012 (ISBN 978-2811208028)[a 5].
- 3. La Guerre du jour[a 6], Bragelonne, 2014 ((en) The Daylight War, 2013)  (ISBN 978-2352947165)Réédité en livre de poche par Milady en 2015 (ISBN 978-2811213961)
- 4. Le Trône de crâne, Milady, 2015 ((en) The Skull Throne, 2015)  (ISBN 978-2352948964)Réédité en livre de poche par Milady en 2016 (ISBN 978-2811217785)
- 5. Le Cœur, Bragelonne, 2018 ((en) The Core, 2017)  (ISBN 979-1028110291)Réédité en livre de poche par Bragelonne en 2019 (ISBN 979-1028109806)

#### Le Cycle du crépuscule
- 1. Le Prince du désert, Bragelonne, 2022 ((en) The Desert Prince, 2021)  (ISBN 979-10-281-1411-4)
- 2. La Reine cachée, Bragelonne, 2024 ((en) The Hidden Queen, 2024), trad. Jean Claude Mallé, 648 p.  (ISBN 979-10-281-1296-7)

#### Nouvelles
- L'Or de Brayan[a 7], Bragelonne, 2011  (ISBN 978-2352944782)Recueil composé des nouvelles The Great Bazaar, Brianne Beaten (parues dans The Great Bazaar and Other Stories en 2010) et Brayan's Gold parue en 2011.
- (en) Messenger’s Legacy, 2014
- (en) Barren, 2018